# Laurent Gbagbo
Laurent Kudu Gbagbo (pronunciación [loʁɑ̃ kudu ɡ͡baɡ͡bo]) (Gagnoa, 31 de mayo de 1945) es historiador, escritor y político marfileño, perteneciente a la etnia bété (familia lingüística kru). Fue presidente de su país entre 2000 y 2011. Fue cofundador junto a su esposa Simone Ehivet y Aboudramane Sangaré del partido de izquierdas Frente Popular Marfileño y es opositor histórico a Félix Houphouët-Boigny. Fue elegido como presidente de Costa de Marfil en el año 2000 frente Robert Guéï. Su mandato estuvo marcado durante varios años por una crisis político-militar.
En las elecciones presidenciales de 2010, comicios que debían celebrarse en 2005 pero que fue posponiendo en varias ocasiones, fue derrotado por Alassane Ouattara según la Comisión Electoral Independiente pero rechazó dejar el poder, se declaró vencedor por el Consejo Constitucional y fue oficialmente investido para un segundo mandato. La situación abrió una nueva crisis político-militar de varios meses mientras su adversario fue reconocido presidente por casi la totalidad de la comunidad internacional. Fue finalmente detenido el 11 de abril de 2011 por fuerzas de Alassane Ouattara.
Encarcelado por la Corte Penal Internacional en La Haya, en 2019 se retiraron todos los cargos y fue liberado en febrero. Regresó a Costa de Marfil en junio de 2021 tras ser alentado por el presidente Outtara,apostillando que "Los gastos del viaje serán asumidos por el Estado de Costa de Marfil",ha agregado que "se pondrá todo en marcha para que Gbagbo se beneficie de los privilegios vinculados a su estatus como antiguo jefe de Estado". En octubre de 2021 presentó un nuevo partido, el Parti des Peuples Africains - Côte d'Ivoire» (PPA-CI) (Partido de los Pueblos Africanos - Costa de Marfil), una formación panafricanista que quiere reunir a la izquierda con el objetivo de presentarse a las elecciones presidenciales de 2025.

## Biografía
Desde sus inicios luchó por la democracia y el multipartidismo. Sindicalista activo en los años 1970 cuyas enseñanzas se consideran “subversivas”, es enviado a prisión por Félix Houphouët-Boigny junto con su esposa Simone Gbagbo en Séguéla y en Bouaké de marzo de 1971 a enero de 1973. Tras su liberación, trabaja como investigador en el Instituto de historia, arte y arqueología africana de la Universidad de Abiyán y se convierte en su director en 1980.
Laurent Gbagbo se da a conocer en las manifestaciones estudiantiles del 9 de febrero de 1982, de las que es uno de los principales instigadores, y que provocan el cierre de las universidades y centros de estudios superiores. Durante este año crea en la clandestinidad el futuro Frente Popular Marfileño (FPI) de oposición al partido único de la época.
Al descubrir el gobierno la existencia de este partido, se exilió en Francia, entre 1980 y 1988. Su exilio en Francia es la ocasión para promover el FPI y su programa de gobierno. Aunque ideológicamente cercano al PS, el gobierno socialista francés intenta “ignorarlo” para cuidar la relación con Houphouët. No es hasta tres años más tarde cuando Gbagbo obtiene su estatus de refugiado político, y ello gracias a un recurso. Sin embargo, recibe presiones de Francia para que vuelva a su país, estando Houphouët inquieto de verle desarrollar una red de contactos y considerando que “su dinámico oponente sería mucho menos cargante en Abiyán que en París”.
En 1988 vuelve a Costa de Marfil. El 28 de octubre de 1990 se celebra la elección presidencial, y por primera vez hay una candidatura aparte de la de Félix Houphouët-Boigny: la de Laurent Gbagbo. Éste recibe oficialmente el 18,3% de los sufragios, lo que le confiere la condición de jefe de la oposición. En las elecciones legislativas de 25 de noviembre de 1990 el FPI obtiene 9 escaños de 175; Gbagbo mismo es escogido en la circunscripción de Ouaragahio
En mayo de 1991, y luego en febrero de 1992, tienen lugar importantes manifestaciones de estudiantes. El 18 de febrero (siendo Alassane Ouattara en ese momento primer ministro), Laurent Koudou Gbagbo es detenido y condenado el 6 de marzo a dos años de prisión, pero es liberado en agosto. En octubre de 2000 gana las primeras elecciones democráticas celebradas en Costa de Marfil y es proclamado presidente, luego de una rebelión civil que depuso al gobierno militar instaurado desde 2000.

### Presidencia
Los opositores a su gobierno, encabezados por Alassane Dramane Ouattara, quien no pudo ser candidato al no demostrar su nacionalidad marfileña según los criterios instaurados por el general Guéï (autor del golpe de Estado de 1999 y respaldado por Ouattara), hicieron un llamamiento a nuevas elecciones. En septiembre de 2002, un motín en una guarnición degeneró en guerra civil, ocasionando la intervención de una fuerza de interposición por parte de Francia, así como de la ONU, que separó los dos bandos y logró una tregua en 2003 que duró hasta septiembre de 2004.
Laurent Gbagbo inició los Acuerdos de Uagadugú, con el respaldo del presidente de Burkina Faso, Blaise Compaoré, y unos acuerdos únicamente interafricanos sin injerencia externa. En estos acuerdos incluyó a Guillaume Soro, jefe de los rebeldes, como primer ministro, dejando así sin liderazgo la rebelión y a sus aliados políticos como Alassane Ouattara. Al inicio de reformas y nuevas elecciones, el gobierno del presidente Gbagbo antepuso la rendición de las tropas rebeldes. En diciembre de 2010, el Consejo constitucional le declara vencedor de la elección presidencial. Recibe el apoyo del general Philippe Mangou, comandante del ejército y presta juramento el 4 de diciembre de 2010, el mismo día que su adversario, Alassane Ouattara, es declarado vencedor de las elecciones por la Comisión electoral independiente. Casi la totalidad de la comunidad internacional reconoce la victoria de Alassane Ouattara. En ese momento, las fuerzas de ambos presidentes iniciaron una guerra civil, en la que la comunidad internacional impuso a Gbagbo sanciones económicas e intervino (sobre todo tropas francesas) en las fases finales del enfrentamiento.

### Encarcelación y proceso ante la CPI
El 11 de abril de 2011, Laurent Gbagbo, fue detenido, junto a su esposa, en el búnker en el que se escondía desde hacía varios días, por las fuerzas del electo Alassane Ouattara, según fuentes del ministerio de Defensa galo. Fuentes de la ONU en Nueva York han asegurado que Gbagbo se encuentra bien de salud y que será juzgado. El funcionario dijo que la misión de la ONU, conocida como UNOCI, estaba "brindando protección y seguridad de acuerdo con su mandato". UNOCI tiene un mandato para proteger a los actores políticos de Costa de Marfil, entre ellos a Gbagbo.
El 30 de noviembre de 2011, Laurent Gbagbo fue extraditado de su país a los Países Bajos para ser juzgado por la Corte Penal Internacional por presuntos crímenes de lesa humanidad; se trata del primer exjefe de estado que será juzgado por la CPI desde la creación de este tribunal internacional.
El 5 de diciembre de 2011 Gbagbo comparece por primera vez ante la Corte Penal Internacional para responder por crímenes de lesa humanidad, en un hito histórico al ser el primer exjefe de estado que comparece en audiencia judicial como acusado ante esa corte; Gbagbo se queja de maltratos a él y su familia por militares franceses durante su captura y cautiverio en Costa de Marfil.
El 12 de julio de 2013 la Corte Penal Internacional decidió seguir manteniendo en prisión preventiva a la espera de juicio a Gbagbo al rechazar un recurso judicial presentado por los abogados defensores del expresidente.
El 28 de enero de 2016 comenzó el juicio oral y público de Gbagbo ante la Corte Penal Internacional; en el juicio se le acusa de ordenar una ola de represión contra sus opositores y la población civil con el propósito de mantenerse en el poder, una represión en la que fueron asesinadas al menos 3000 personas y otras muchas sufrieron en su integridad física y emocional. En concreto se le acusa de delitos de asesinato, violación, persecución y otros actos inhumanos; se señala que la persecución que promovió aparte de propósitos políticos también tuvo "motivos religiosos, étnicos y xenófobos". Gbagbo rechaza los cargos y proclama su inocencia.
El 15 de enero de 2019 La Corte Penal Internacional retira los cargos y lo declara inocente. No obstante, la CPI decidió mantenerlo en prisión provisionalmente, pero el 1 de febrero fue oficialmente liberado. Poco después, las autoridades de Bélgica aceptaron acoger a Gbagbo.

### Regreso a Costa de Marfil
Tras diez años de ausencia Gbagbo, absuelto por la justicia internacional, regresó a su país en junio de 2021 dispuesto a regresar a la escena política. El 16-17 de octubre de 2021 se celebra la presentación de un nuevo partido con el objetivo de "reunir a la izquierda" ante la perspectiva de las elecciones presidenciales de 2025. Se denomina Parti des Peuples Africains - Côte d'Ivoire» (PPA-CI) (Partido de los Pueblos Africanos - Costa de Marfil) situando el acento en la dimensión panafricana y defendiendo la soberanía de África frente a las potencias occidentales.
Seis de los antiguos aliados de Gbagbo también regresaron después de pasar años en el exilio luego de ser alentados por el actual presidente Ouattara. En octubre de 2021, Gbagbo lanzó un nuevo partido político llamado Partido Popular Africano - Cote d'Ivoire (PPA-CI). En diciembre de 2021, pasó cuatro días en Ghana. Según un comunicado de su partido, fue allí para asistir al funeral del Capitán Kojo Tsikata, un hombre cercano al expresidente de Ghana Jerry Rawlings. Laurent Gbagbo también visitó a los exiliados marfileños, cuyo regreso quería al país desde la crisis de Costa de Marfil, 11.000 marfileños huyeron de la crisis postelectoral para buscar asilo en la vecina Ghana.